# Nedre Lustnäs naturreservat
Nedre Lustnäs naturreservat är ett naturreservat i Forshaga kommun i Värmlands län.
Området är naturskyddat sedan 2023 och är 30 hektar stort. Reservatet ligger öster om Deje på en ö mellan Klarälven och sjön Lusten och består av lövskog.